# Fusidium heteronemum
Fusidium heteronemum är en svampart som först beskrevs av Pier Andrea Saccardo, och fick sitt nu gällande namn av Cif. & Caretta 1962. Fusidium heteronemum ingår i släktet Fusidium, divisionen sporsäcksvampar och riket svampar.   Inga underarter finns listade i Catalogue of Life.